# Syriana
Syriana – amerykański dreszczowiec z 2005 roku w reżyserii Stephena Gaghana, zrealizowany na podstawie książki Roberta Baera „See No Evil: The True Story Of A Ground Soldier On The CIA’s War On Terrorism”.
Zdjęcia kręcono na terenie pięciu krajów: w Maroku (Casablanca), Zjednoczonych Emiratach Arabskich (Dubaj), w Szwajcarii (Genewa), Egipcie i USA (Baltimore, Waszyngton, San Antonio, Annapolis).

## Opis fabuły
Gigant przemysłu energetycznego firma Connex kontroluje ważne złoża ropy naftowej w kraju rządzonym przez rodzinę al-Subaai. Minister spraw zagranicznych, syn władcy, emira, książę Nasir (Alexander Siddig) zawiera umowę zezwalającą przedsiębiorstwu z Chin na prowadzenie odwiertów w jego kraju. To zezwolenie podkopuje interesy amerykańskiego przemysłu naftowego i rządu. W tym samym czasie małej firmie naftowej Killen udaje się uzyskać wyłączne prawo do prowadzenia odwiertów w Kazachstanie. Connex, który stracił swoje umowy, potrzebuje kazachskich złóż. W tym celu scala się poprzez fuzję z Killenem, co tworzy piątą pod względem wielkości grupę naftową na świecie. Amerykańskie ministerstwo sprawiedliwości, badając, czy nie doszło do złamania przepisów antytrustowych, nabiera podejrzeń, że ta fuzja splamiona jest korupcją. Firma prawnicza z Waszyngtonu kierowana przez Deana Whitinga (Christopher Plummer) zostaje wynajęta do kontaktów z Departamentem Sprawiedliwości i złagodzenia sprawy korupcji. W terenie sytuację bada pracownik firmy Bennett Holiday (Jeffrey Wright). CIA zabija księcia Nasira, a islamscy zamachowcy atakują tankowiec firmy Connex-Killen.

## Obsada
- George Clooney – Bob Barnes
- Matt Damon – Bryan Woodman
- Jeffrey Wright – Bennett Holiday
- Chris Cooper – Jimmy Pope
- William Hurt – Stan
- Tim Blake Nelson – Danny Dalton
- Amanda Peet – Julie Woodman
- Christopher Plummer – Dean Whiting
- Alexander Siddig – książę Nasir Al-Subaai
- Max Minghella – Robby Barnes
- Mazhar Munir – Wasim Khan
- David J. Manners – szef biura w Egipcie
- Amr Waked – Mohammed Sheik Agiza
- Robert Randolph Caton – właściciel baru
- John Higgins – Carl
- Mohammed Asad Khan – pakistański nastolatek